# WEBA 4 (Drittbesetzung)
Die Dampflokomotive WEBA 4III (Drittbesetzung) wurde von der Lokomotivfabrik Jung für die Westerwaldbahn gebaut. Sie wurde 1940 in Dienst gestellt und war die größte und stärkste Lokomotive der Gesellschaft. Nach 1955 wurde sie an die Deutschen Eisenbahn-Gesellschaft abgegeben, die sie auf der Teutoburger Wald-Eisenbahn und der Farge-Vegesacker Eisenbahn einsetzte. Die Lokomotive wurde 1973 verschrottet.

## Geschichte

### Westerwaldbahn
Da die Güterverkehrsleistungen der Westerwaldbahn vor dem Ausbruch des Zweiten Weltkrieges stark angewachsen waren, bestellte die Gesellschaft bei Jung eine Dampflokomotive, die eine Zugkraft von 180 kN entwickeln und auf den Steigungen von 25 ‰ noch Züge mit 600 t Last bei einer Geschwindigkeit von 20–25 km/h befördern sollte. Die Achslast sollte dazu 14,5 t nicht überschreiten.
Die Lokomotive war durch ihr hohes Reibungsgewicht für den Betrieb auf der Steilrampe nach Bindweide besonders gut geeignet. 1945 wurde sie durch Kampfhandlungen stark beschädigt. Sie wurde erst 1947 instand gesetzt. In Folge des rückgängigen Güterverkehrs bei der Westerwaldbahn ab den 1950er Jahren wurde die Lokomotive nicht mehr benötigt und an die Deutsche Eisenbahn-Gesellschaft verkauft.

### Deutsche Eisenbahn-Gesellschaft
Die Deutsche Eisenbahn-Gesellschaft setzte die Lokomotive auf der Teutoburger Wald-Eisenbahn ein, auf der nach 1945 der Güterverkehr angestiegen war. Sie wurde vorwiegend von Lengerich nach Ibbenbüren, Saerbeck und gelegentlich bis Gütersloh Nord eingesetzt.
Bei der Hauptausbesserung 1957 wurde ein Umbau auf Ölfeuerung erwogen, aus Kostengründen jedoch nicht realisiert. Nach dem Eintreffen der von Maschinenbau Kiel gebauten V 131–133 wurde die Lokomotive zunächst betriebsfähig abgestellt und 1968 an die Farge-Vegesacker Eisenbahn weitergegeben. Dort fuhr sie bis zum Ablauf der Untersuchungsfristen 1970 Militärzüge, wurde dann abgestellt und 1973 verschrottet.

## Technik
Die Lokomotive war überwiegend in Niettechnik hergestellt. Geschweißt waren die Wasser- und Kohlenkästen, das Führerhaus und Teile des vorderen Umlaufes. Der Rahmen war als Blechrahmen ausgebildet, die einzelnen Wangen waren 40 mm stark. Für eine gute Kurvenläufigkeit waren die Laufachse und angrenzende Kuppelachse als Krauss-Helmholtz-Lenkgestell ausgebildet. Die zweite und vierte Antriebsachse lag fest im Rahmen, die mittlere Treibachse hatte um 15 mm geschwächte Spurkränze. So konnten Kurvenradien bis 150 Metern befahren werden.
Der genietete Kessel bestand aus zwei Schüssen und hatte einen Durchmesser von 1,7 m. Er besaß eine kupferne Feuerbüchse sowie einen Vorwärmer quer unter der Rauchkammer. Die Luftbehälter waren hinten am Kohlekasten befestigt.